# Вира
Ви́ра — грошовий штраф за вбивство вільної людини у Київській Русі.
Походження слова вира остаточно не з'ясоване: здебільшого воно пояснюється як германізм і порівнюється з дав.-в.-нім. і сер.-в.-нім. wërgēlt , нім. Wergelt («вергельд»), утвореними від wēr («чоловік») і geld («відплата, вартість»); М. Фасмер вважав слово питомо слов'янським і виводив прасл. *vira від *virъ («чоловік», пор. лит. výras, гот. wair, wër, лат. vir).
Виру сплачував убивця на користь князя, якщо йому вдавалося уникнути кровної помсти. За «Руською правдою» помста зі сторони родичів убитого могла бути замінена сплатою 40 гривень. За вбивство ж представника княжої адміністрації потрібно було сплатити подвійну виру (80 гривень). Піввира (20 гривень) сплачувалася за нанесення тяжких тілесних пошкоджень (покалічення) і вбивство невірної жінки. За раба не було вири, а тільки платили кару за пошкодження чужої речі. «Руська правда» знає також поклепну виру й подає способи, як звільнитися від наклепу. У випадку, якщо вбивцю не знаходили, «дику» виру платила вся община — верв, на території якої було знайдено труп вбитого. Після скасування кровної помсти (дивіться Закон Руський), вира — єдина кара, що накладалася державою на злочинця або на верв (громаду), якщо не викривали вбивцю. Виру для князя збирав княжий урядовець — вирник, який діставав під час служби утримання від верві, так званий вирний поклон.
Від вири слід відрізняти головщину — гроші, виплачувані родичам вбитого.